# 森特勒爾波因特
森特勒爾波因特（Central Point）是美國奧勒岡州傑克遜縣的一座城市，緊鄰縣治梅德福，根據2020年人口普查，當地人口有18,997人。1852年，一個名叫艾萨克·康斯坦特（Isaac Constant）的拓荒者來此定居，他将當地命名为森特勒爾波因特（Central Point）。

森特勒爾波因特的位置